# Heorhi Prokopenko
Heorhi Prokopenko (ucraïnès: Георгій Якович Прокопенко)  (Kobeliaki, 21 de febrer de 1937 - Lviv, 5 de maig de 2021) fou un nedador ucraïnès, especialista en braça, que va competir sota bandera de la Unió Soviètica, durant les dècades de 1950 i 1960.
El 1960 va prendre part en els Jocs Olímpics d'Estiu de Roma, on quedà eliminat en sèries en els 200 metres braça del programa de natació. Quatre anys més tard, als Jocs de Tòquio, va disputar dues proves del programa de natació. Guanyà la medalla de plata en els 200 metres braça, mentre en els 4x100 metres estils fou quart.
En el seu palmarès també destaquen dues medalles d'or al Campionat d'Europa de natació de 1962, en els 200 metres braça i 4×100 metres estils i una d'or en els 200 metres braça el 1966. Guanyà sis campionats nacionals, tres dels 100 metres braça (1962, 1964 i 1966) i tres en els 200 (1960, 1964 i 1965). Va establir dos rècords mundials en els 100 metres braça el 1964. Entre 1962 i 1964 també va establir vuit rècords europeus en el relleu de 4x100 metres estils i en els 100 i 200 metres braça.